# Jules Nicole
Pour les articles homonymes, voir Nicole.
 (mars 2024).
Si vous disposez d'ouvrages ou d'articles de référence ou si vous connaissez des sites web de qualité traitant du thème abordé ici, merci de compléter l'article en donnant les références utiles à sa vérifiabilité et en les liant à la section « Notes et références ».
Jules Nicole, né à Genève le 20 novembre 1842, mort aux Eaux-Vives le 14 avril 1921, est un helléniste suisse.

## Biographie
Nicole accomplit ses études secondaires à Genève et obtint en 1872 une licence ès lettres à la Sorbonne. Maître de conférences à l’École pratique des hautes études de Paris de 1872 à 1874, il devint professeur de langue et de littérature grecque à l’université de Genève de 1874 à 1917.
Avec l’aide de l’égyptologue Édouard Naville, il constitua à partir de 1882 une collection privée de papyrus grecs d’Égypte, dont il fit don en 1917 à la Bibliothèque publique et universitaire de Genève. En parallèle, et grâce à une souscription lancée à Genève, il put se rendre deux fois en Égypte afin d’acquérir des papyrus directement pour le compte de la Bibliothèque publique et universitaire. On lui doit aussi des traductions commentées de textes inédits de Ménandre et d’Homère.
Ses nombreuses publications lui octroyèrent une renommée internationale : docteur honoris causa en philosophie de Bâle (1901) et en droit d’Athènes (1912). Le Livre du Préfet et les Scolies genevoises de l’Iliade ont fait l’objet de réimpressions en Allemagne et en Grande Bretagne. On procède actuellement[Quand ?] à une remise à jour des papyrus qu’il avait édités.

## Publications
- Archives militaires du Ier siècle, texte inédit du papyrus latin de Genève no 1 publié avec fac-similé, description et commentaire par Jules Nicole et Charles Morel, H. Kündig, 1900.
- Athénée et Lucien, F. Vieweg, 1886.
- L’Apologie d’Antiphon, d’après des fragments inédits sur papyrus d’Égypte, Georg, 1907.
- Le Laboureur de Ménandre, fragments inédits sur papyrus d’Égypte, déchiffrés, traduits et commentés par Jules Nicole, Georg, 1898.
- Le Livre du préfet : édit de l’empereur Léon VI le Sage sur les corps de métiers de Constantinople, publié pour la première fois... avec une traduction latine, des notices exégétiques et critiques et les variantes du "Genevensis" 23 au texte de Julien d’Ascalon E. Thorin et fils, 1893.
- Le Procès de Phidias dans les Chroniques d’Apollodore, d’après un papyrus inédit de la collection de Genève, déchiffré et commenté par Jules Nicole, Kündig, 1910.
- Les Papyrus de Genève, 1er vol. Papyrus grecs, actes et lettres. Premier [-Deuxième] fascicule, Georg H. Kündig, 1896-1906.
- Les Scolies genevoises de l’Iliade publiées avec une étude historique, descriptive et critique sur le Genevensis 44 ou Codex ignotus d’Henri Estienne et une collation complète de ce manuscrit par Jules Nicole,... t. I [-II], H. Georg, 1891.
- Lettre inédite relative à un épisode du règne d’Antonin le Pieux, E. Leroux, 1893.
- Requête adressée à des officiers romains (papyrus inédit de la collection de Genève), E. Leroux, 1895.
- Requête adressée à un centurion par des fermiers égyptiens : papyrus de la collection de Genève, E. Leroux, 1895.
- Textes grecs inédits de la collection papyrologique de Genève, Georg, 1909.
- Un catalogue d’œuvres d’art conservées à Rome à l’époque impériale, texte du papyrus latin VII de Genève transcrit et commenté par Jules Nicole, Georg, 1906.
- Un partage d’hoirie en Égypte l’an 350 ap. J. C. (no 14bis de ma collection de papyrus grecs d’El-Fayoum.), 1894.

Georg, 1907.